# Nelson Orlando Oduber
Nelson Orlando Oduber (ur. 7 lutego 1947) – polityk, premier Aruby. Jest członkiem Wyborczego Ruchu Ludowego (Movimiento Electoral di Pueblo/Electorale Volksbeweging). Pierwszy raz zajmował urząd szefa rządu od 1989 do 1994, kiedy jego partia przegrała wybory. 30 października 2001 po sukcesie wyborczym Wyborczego Ruchu Ludowego ponownie objął stanowisko premiera. 30 października 2009 ustąpił ze stanowiska.